# Brodnica Dolna
Brodnica Dolna dodatkowa nazwa w języku kaszubskim Dólnô Brodnica, (niem. Nieder Brodnitz) – wieś kaszubska w Polsce, położona w województwie pomorskim, w powiecie kartuskim, w gminie Kartuzy, na terenie Kaszubskiego Parku Krajobrazowego, na szlaku wodnym „Kółko Raduńskie”. 
| SIMC    | Nazwa    | Rodzaj    |
| ------- | -------- | --------- |
| 0163073 | Ostowo   | część wsi |
| 0163080 | Sarnówko | część wsi |

W latach 1975–1998 miejscowość administracyjnie należała do województwa gdańskiego.
Brodnica Dolna usadowiła się w malowniczym przesmyku pomiędzy jeziorami Ostrzyckim i Wielkim Brodnem w ciągu Drogi Kaszubskiej. Prowadzi tędy również turystyczny Szlak Kaszubski.

## Nazwa miejscowości
Jest to nazwa topograficzna od historycznej nazwy jeziora Brodnica na dzisiejsze jezioro  Brodno Małe. Wymieniona po raz pierwszy w czasach I Rzeczpospolitej przez przeora kartuskiego jako Brodnica Dolna. Niemcy w czasach pruskich pisali Nieder Brodnitz bądź Unter Brodnitz.
Przed 1920 miejscowość nosiła nazwę niemiecką Nieder Brodnitz.

## Historia miejscowości
Wieś pierwszy raz wyodrębniona w źródłach od znacznie starszej Brodnicy właściwej (dziś Brodnica Górna) w roku 1749. Była wsią szlachecką w posiadaniu Lniskich. W roku 1773, oprócz właściciela Ignacego Lniskiego, we wsi mieszkali najemnicy: Maciej Chajerski, Jan Broda, Adam Regliński, Maciej Regliński, Jan Komkowski, Walenty Zołnowski, Wojtek Chugowski, Adam Kumkowski, wdowa Zaborowska, młynarz Piotr Weyer i kowal Marcin Żołnowski.
W roku 1892 obie Brodnice (Górna i Dolna) miały 641 mieszkańców, 583 Kaszubów (571 katolików i 12 ewangelików), 2 Polaków katolików, 55 Niemców ewangelików i jedną osobę innej narodowości.